# Gamba boreal
La gamba boreal (Pandalus borealis) és una espècie de crustaci decàpode de la família Pandalidae. Es troba a les parts fredes dels oceans Atlàntic i Pacífic. En anglès la FAO la designa com northern prawn.

## Distribució
P. borealis viu a fondàries d'entre 20 i 1.330 m, normalment en fons fangosos, a temperatures de l'aigua d'entre 2 i 14 °C.

## Fisiologia
Viuen uns 8 anys, i els mascles poden arribar a tenir una llargada de 120 mm mentre que les femelles 165 mm.
Comencen sent mascles però després d'un any o dos els seus testicles es tornen ovaris i acaben la seva vida com femelles.

## Pesca comercial

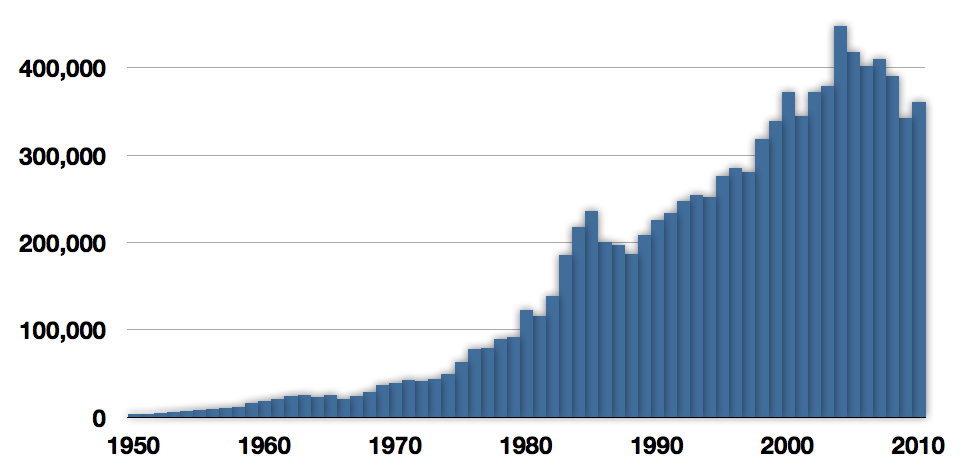
Captures mundials de Pandalus borealis en tones segons la FAO, 1950–2010

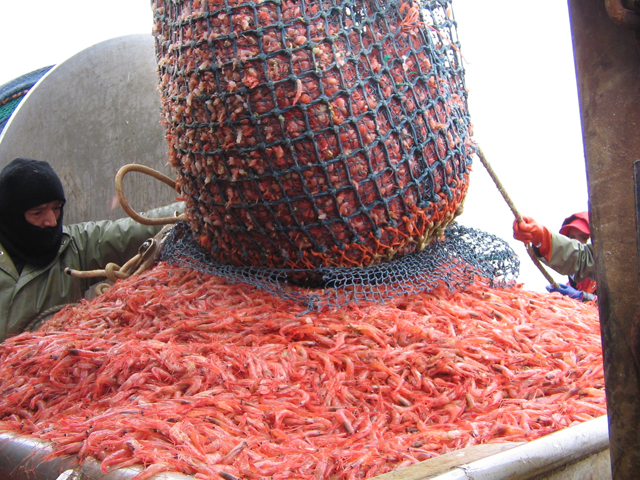
Gàbies per a la pesca de gambes

P. borealis s'ha pescat a gran escala des d'inicis del segle XX a Noruega i després a altres països quan van seguir la tècnica descoberta per Johan Hjort per a localitzar-les.
l'any 2013 l'Atlantic States Marine Fisheries Commission va determinar que els estocs de P. borealis eren massa baixos i es va tancar la zona de pesca de New England.

## Usos
A més de per al consum humà, la fosfatasa alcalina (SAP) d'aquesta gamba és un enzim que es fa servir en la biologia molecular. També el quitosan s'obté d'una altra espècie de gamba i en altres coses s'usa com millorant del sòl en l'agricultura ecològica.